# كارلوس توردويا
كارلوس توردويا (بالإسبانية: Carlos Tordoya) (31 يوليو 1987 بسانتا كروز دي لا سييرا في بوليفيا - ) هو مدرب كرة قدم ولاعب كرة قدم بوليفي في مركز الدفاع. شارك مع منتخب بوليفيا لكرة القدم. أما مع النوادي، فقد لعب مع أرسنال ساراندي وروزاريو سنترال ونادي بوليفار ونادي خورخي ويلسترمان ونادي ديبورتيفو سان خوسي وClub Aurora ‏ ونادي غوبيارا ونادي كوبريلوا ونادي بلومينغ.

## روابط خارجية
- كارلوس توردويا على موقع إي إس بي إن إف سي (الإنجليزية)
- كارلوس توردويا على موقع قاعدة بيانات كرة القدم.إي يو (الإنجليزية)
- كارلوس توردويا على موقع Soccerway.com (الإنجليزية)